# ویلیام ای اروین
ویلیام ای اروین (به انگلیسی: William A. Irvin) یک کشتی است که طول آن ۶۱۰ فوت ۹٫۷۵ اینچ (۱۸۶٫۱۷۵۷ متر) می‌باشد. این کشتی در سال ۱۹۳۷ ساخته شد.